# Prenčov
Prenčov (deutsch Prinzdorf oder Preitzdorf) ist eine Gemeinde in der Mitte der Slowakei mit 614 Einwohnern (Stand 31. Dezember 2024), die zum Okres Banská Štiavnica, einem Kreis des Banskobystrický kraj gehört.

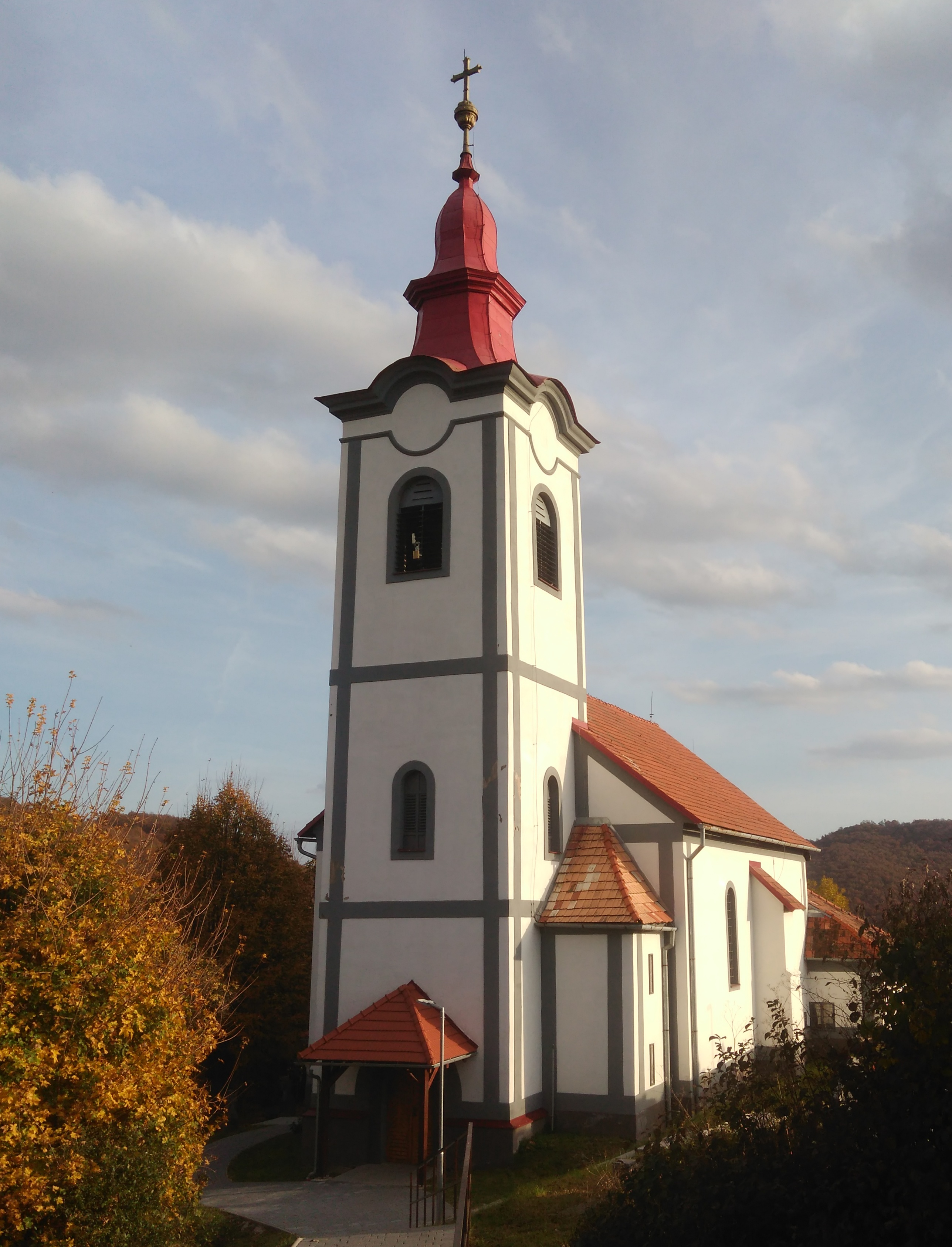
Nikolauskirche

## Geographie
Die Gemeinde befindet sich im Südostteil des Gebirges Štiavnické vrchy am Flüsschen Štiavnica. Das Ortszentrum liegt auf einer Höhe von 325 m n.m. und ist 14 Kilometer südlich von Banská Štiavnica gelegen.

## Geschichte
Prenčov wurde zum ersten Mal 1266 als Princh schriftlich erwähnt, abgeleitet vom gleichen Personennamen. Sie gehörte zum Geschlecht Hont-Pázmány, dann zum Herrschaftsgebiet der Burg Sitno, in der Neuzeit zu Koháry und Coburg. Die Bevölkerung war in Land- und Forstwirtschaft, im 19. Jahrhundert im Klöppeln und bis 1950 auch in der Müllerei beschäftigt.

## Bevölkerung
| Jahr                | 1994 | 2004 | 2014    | 2024    |
| ------------------- | ---- | ---- | ------- | ------- |
| Anzahl der Personen | 625  | 625  | 664     | 614     |
| Unterschied         |      | +0 % | +6,24 % | −7,53 % |

| Jahr                | 2023 | 2024    |
| ------------------- | ---- | ------- |
| Anzahl der Personen | 625  | 614     |
| Unterschied         |      | −1,76 % |

Ergebnisse nach der Volkszählung 2001 (617 Einwohner):
| Nach Ethnie: - 98,54 % Slowaken - 0,32 % Zigeuner - 0,16 % Tschechen | Nach Religion: - 70,18 % römisch-katholisch - 24,47 % evangelisch - 2,92 % konfessionslos - 2,43 % keine Angabe |

## Sehenswürdigkeiten
- römisch-katholische Kirche im Barockstil von 1736
- evangelische Kirche im neogotischen Stil von 1900
- Kapelle im neoklassizistischen Stil aus der ersten Hälfte des 19. Jahrhunderts